# Orville (Côte-d'Or)
Orville is een gemeente in het Franse departement Côte-d'Or (regio Bourgogne-Franche-Comté) en telt 207 inwoners (2004). De plaats maakt deel uit van het arrondissement Dijon.

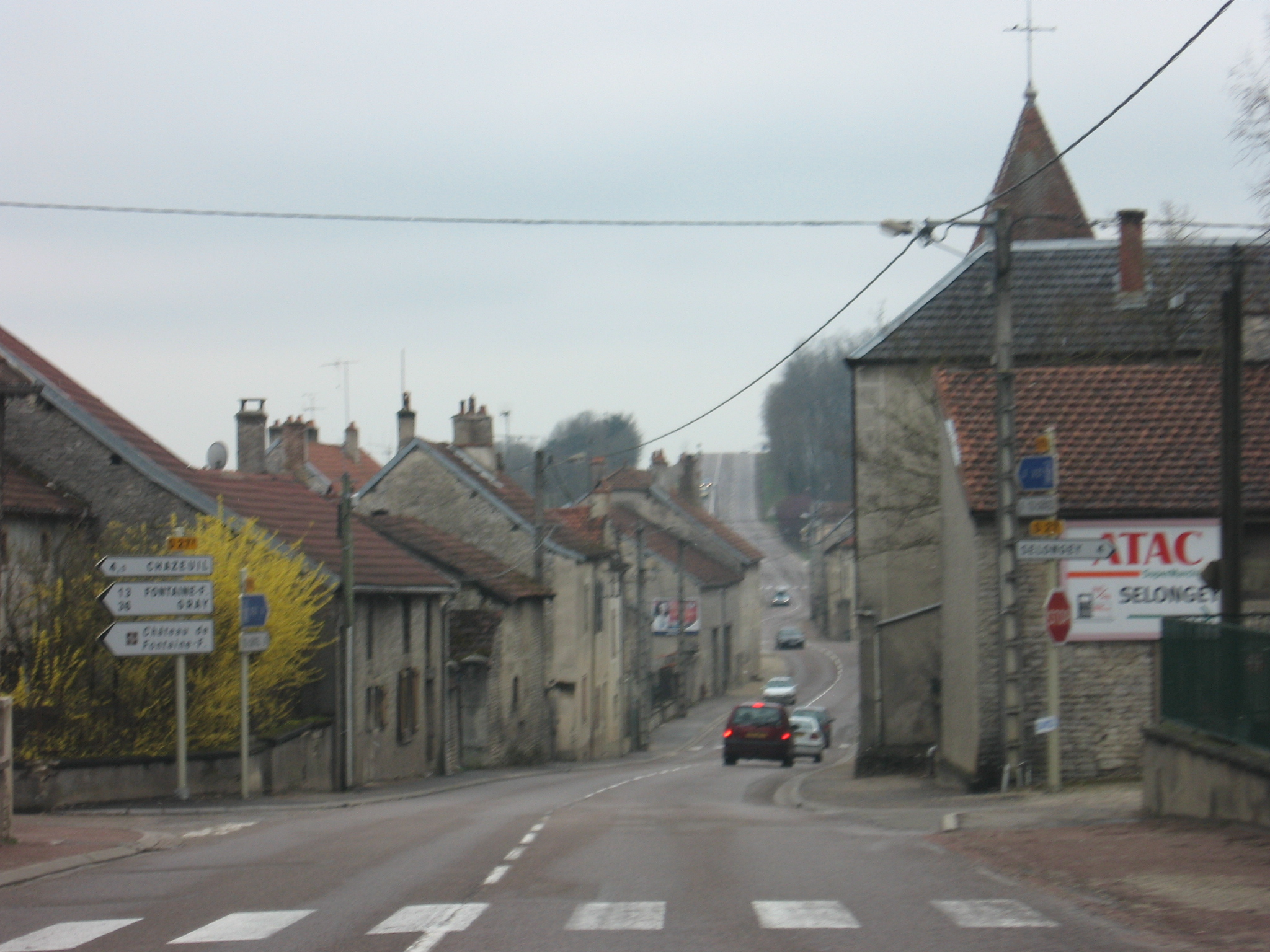
Orville

## Geografie
De oppervlakte van Orville bedraagt 2,2 km², de bevolkingsdichtheid is 94,1 inwoners per km².
De onderstaande kaart toont de ligging van Orville (Côte-d'Or) met de belangrijkste infrastructuur en aangrenzende gemeenten.

## Demografie
Onderstaande figuur toont het verloop van het inwonertal (bron: INSEE-tellingen).